# 6260 Kelsey
6260 Kelsey è un asteroide della fascia principale. Scoperto nel 1949, presenta un'orbita caratterizzata da un semiasse maggiore pari a 2,6777537 UA e da un'eccentricità di 0,1720178, inclinata di 11,94529° rispetto all'eclittica.